# Arnt Erik Dale
Arnt Erik Dale (Oppdal, 19 giugno 1960) è un ex sciatore alpino norvegese.

## Biografia
Specialista delle prove veloci, Dale colse due piazzamenti in Coppa del Mondo, nella discesa libera della Val Gardena del 16 dicembre 1979 (13º) e nella combinata la cui classifica fu ottenuta attraverso i risultati ottenuti in quella stessa gara e nello slalom gigante disputato a Madonna di Campiglio il 12 dicembre precedente (11º). Ai XIII Giochi olimpici invernali di Lake Placid 1980, sua unica presenza olimpica, giunse 19º nella discesa libera, suo ultimo risultato agonistico.

## Palmarès

### Coppa del Mondo
- Miglior risultato in classifica generale: 72º nel 1980

### Campionati norvegesi
- 1 medaglia[senza fonte] (dati parziali fino alla stagione 1979-1980):
  - 1 argento (discesa libera nel 1980)[senza fonte]